# Castillo de Guarga
Castillo de Guarga (en aragonais : Castiello de Guarga) est un village de la province de Huesca, situé à environ huit kilomètres au sud-sud-est de la ville de Sabiñánigo, à 857 mètres d'altitude. Il est mentionné pour la première dans une source écrite en 1035.